# Codename: Panzers – Phase Two
Codename: Panzers — Phase Two — компьютерная игра в жанре стратегии в реальном времени, вторая часть из серии Codename: Panzers. Разработчик — StormRegion.

## Сюжет
Действия проходят во время второй мировой войны с 1940 по 1945 годы. В игре представлены три кампании за Страны оси (Германия и Италия), Союзников (Британская империя и США) и Партизанов (Югославия). Сюжет завязан на боевых действиях, которые происходили в реальной жизни в это же время, где игрок как офицер одной из выбранных стран должен переломить ход войны в свою сторону. Все кампании имеют непосредственное отношение к боям в Средиземноморском регионе: кампания за итальянцев и немцев включает в себя путь Африканского корпуса Роммеля и развить наступление до Суэцкого канала и победить в знаменитой битве при Эль-Аламейне при поддержке немецких групп армии «Африка». Кампания за союзников предоставляет возможность поучаствовать в боях за освобождение Северной Африки и высадке в Сицилии в Италии и дальнейшим захватом Монтекассино; кампания за Югославию предлагает поучаствовать в партизанской войне против немцев и итальянцев, а также освободить страну при поддержке советских войск.

## Геймплей
Геймплей завязан на тактических действиях, где игрок управляет определённой группой войск, состоящей из отрядов пехоты, военной техники и вызовом воздушной поддержки по рации. Перед каждой миссией можно изменять состав группы под нужды и тактические предпочтения, на протяжении игры будет развиваться история каждого из семи офицеров-танкистов: за братьев-итальянцев Дарио Де Анджелиса и Серджио Де Анджелиса при поддержке немца Ганса фон Гробеля, за Британскую Империю Джеймса Барнса, за США Джеффри Вильсона, за Югославию Фарвана «Волка» Пондуровича при поддержке СССР Александра Владимирова. В игре присутствует большое количество техники тех времён, таких так: Тигр I, Тигр II с немецкой стороны, Semovente da 105/25, M13/40 с итальянской стороны, Шерман, M26 Першинг с американской и Mk.II «Матильда II», Mk.VI «Крусейдер», также Т-34, Т-34-85 участвующих в последних боях за компанию партизан, ещё различные виды артиллерии, зенитных орудий, самолёты и гражданский транспорт. Живая сила имеет бесконечный боезапас, но у боевой техники боеприпасы ограничены и требуют починки и ресурсов (кроме станковых пулемётов).

## Отзывы
| Сводный рейтинг | Сводный рейтинг |
| Агрегатор       | Оценка          |
| --------------- | --------------- |
| GameRankings    | 80,24 %         |